# ウィ・キャン
株式会社ウィ・キャンは、医療系人材派遣・コンサルタント会社。
病院等の医療機関向け研修や、医療系人材の人材派遣・紹介、携帯電話等のデジタル情報機器の販売スタッフ派遣を行っている。本社は東京都中央区に所在。

## 概要
キャリアスタッフ株式会社で常務取締役を務めた濱川博招が2002年に独立し、「株式会社ウィ・キャン」を創業。
医療系人材を中心とした人材派遣や教育・研修事業のほか、医療機関向けに患者満足度を高めるコンサルティングを行なっている。